# Friedrich Albert Gebauer
Friedrich Albert Gebauer (* 8. Oktober 1821 in Saarlouis; † 20. November 1894 in Wiesbaden) war preußischer Generalleutnant und zuletzt Kommandeur der 3. Infanteriebrigade.

## Leben

### Herkunft
Die Gebauers sind eine alte Soldatenfamilie. Seine Eltern waren Johann Gottlieb Friedrich Gebauer (* 2. Februar 1794; † 22. Februar 1871) und dessen Ehefrau Katharine, geborene Rasch († 11. April 1886). Sein Vater trat 1813 als Freiwilliger Jäger in die Armee ein und kämpfte von Lützen bis Belle Alliance. Zuletzt war er Major im 29. Landwehrregiments, wo er Führer des II. Aufgebots des I. Bataillon in Neuwied war.

### Werdegang
Er besuchte zunächst die Militärschule in Saarlouis und dann das Gymnasium in Koblenz. Nach seinem Abschluss ging er am 16. Oktober 1838 als Musketier in das 29. Infanterieregiment. Dort wurde er am 11. März 1839 Portepeefähnrich und am 26. Januar 1840 zum Seconde-Lieutenant ernannt. Ab dem 1. April 1843 war er Adjutant des Füsilierbataillons. Vom 1. März bis zum 30. März 1845 wurde er nach Köln und vom 1. Mai bis zum 30. Mai 1845 nach Luxemburg abkommandiert, um dort jeweils Turnanstalten einzurichten. 1849 nahm er an der Bekämpfung der Badischen Revolution teil und kämpfte bei Ubstadt und Michelbach. Anschließend wurde er vom 7. Juni 1849 bis zum 5. August 1849 als Platzmajor nach Freiburg im Breisgau abkommandiert. Am 20. September 1849 bekam er auch noch den Roten Adlerorden 4. Klasse. Am 2. März 1851 kam er wieder als Adjutant in das Füsilierbataillon des Regiments.
Am 22. Juni 1852 zum Premier-Lieutenant befördert, war er vom 5. März 1853 bis zum 18. Dezember 1857 Kompanieführer im I. Bataillon des 29. Landwehrregiments. In dieser Zeit wurde er am 10. November 1855 zum Hauptmann befördert. Nach seiner Rückkehr in das 29. Infanterieregiment wurde er am 19. Dezember 1857 dort Kompaniechef. Vom 6. Juni bis zum 20. Juni 1864 kam er dann in das 30. Landwehr-Regiment, wo er Führer des III. Bataillons in Trier wurde. Am 18. April 1865 zum Major befördert, kam er als Kommandeur in das II. Bataillon des 62. Infanterieregiments. Als solcher nahm er am Deutschen Krieg teil. Nach dem Krieg wurde er am 9. Oktober 1867 in das 62. Infanterieregiment versetzt, wo er Kommandeur des Füsilierbataillons und am 22. März 1868 zum Oberstleutnant befördert wurde.
Während der Mobilmachung zum Deutsch-Französischen Krieg wurde er am 18. Juli 1870 zum Kommandeur des Landwehr-Besatzungsregiments in die Festung Glatz versetzt. Aber schon am 26. September 1870 wurde er Kommandeur der kombinierten Landwehrregimenter Nr. 22 und Nr. 62 zur Küstenbewachung ernannt. Er wurde dort am 18. Januar 1871 zum Oberst befördert und am 26. Februar 1871 mit dem Eisernen Kreuz 2. Klasse ausgezeichnet. Vom 23. Januar bis zum 8. März 1871 war er zudem Kommandeur von Peronne, anschließend wurde er zu den Offizieren der Armee versetzt. Am 15. Juli 1871 kam er als Kommandeur in das Füsilierregiment Nr. 37.
Danach wurde er am 13. April 1875 als Kommandeur in die 3. Infanteriebrigade versetzt, dazu à la suite des Füsilierregiments Nr. 27 gestellt und am 18. April 1875 zum Generalmajor befördert. Am 20. Januar 1878 erhielt er den Roten Adlerorden 2. Klasse mit Eichenlaub und Schwertern. Am 12. November 1878 wurde er dann mit Pension zur Disposition gestellt. Noch am 4. Oktober 1884 bekam er den Charakter eines Generalleutnants. Er starb am 20. November 1894 in Wiesbaden.

### Familie
Gebauer heiratete am 7. August 1856 in Tellerbach (Kreis Saarbrücken) Karoline Henriette Amalie von Fürstenrecht (* 10. März 1825; † 15. Mai 1901). Das Paar hatte drei Söhne, die jedoch alle jung starben.